# Сіль (станція)
Сіль — залізнична станція Лиманської дирекції Донецької залізниці на перетині двох ліній Лиман — Микитівка, Сіль — Величко між станціями Шевченко (8 км) та Зовна (10 км). Розташована за 3 км від міста Соледар і є його головною залізничною станцією. Відстань від Донецька — 104 км, від районного центру — Бахмута — 16 км. Розташована у мікрорайоні Сіль, що входить до складу Соледара Донецької області. 
Біля станції розташована пошта та 3 крамниці.
З 16 січня 2023 року тимчасово окупована російськими загарбниками.

## Історія
Щоб збільшити вивіз кам'яного вугілля в північно-західні райони Російської імперії і витиснути іноземне вугілля з Балтійського узбережжя, вирішено було побудувати Північно-Донецьку залізницю.

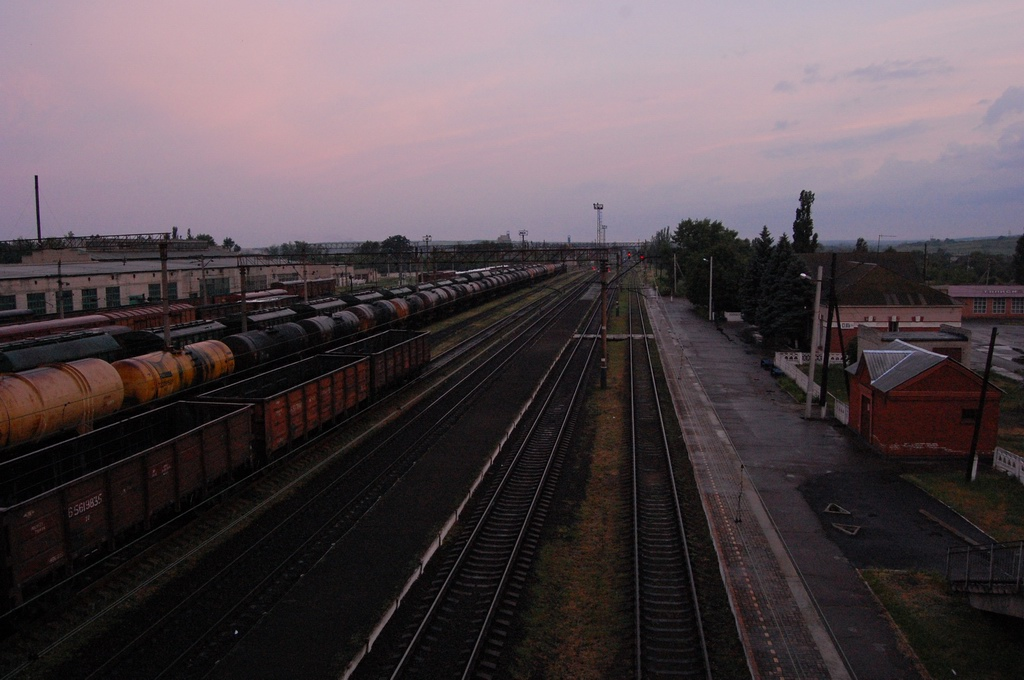
Вигляд станції з пішохідного мосту

Підприємці С. С. Хрулєв і Ф. Є. Єнакієв організували для цієї мети акціонерне товариство.
Трасу нової магістралі запропонували прокласти від станції Льгов Московсько-Києво-Воронезької залізниці через Харків до станції Лиха Південно-Східної залізниці з перетином лінії Попасна — Куп'янськ біля станції Комишуваха і лінії Дебальцеве — Міллерово Катерининської залізниці по роз'їзду Мамай, прокладеному між станціями Мілова і Слов'яносербськ.
Роботи велися швидко. Тисячі робітників зводили насип, мости, зруби, укладали баласт, шпали, рейки. У вересні 1911 року на три місяці раніше терміну були виконані роботи першої черги. Введені в експлуатацію дільниці Льгов II — Основа — Лиман — Родакове,  а також Лиман — Слов'янськ та Лиман — Краматорська.
Через два роки, 7 вересня 1913 року, було закінчено будівництво лінії Яма — Микитівка, і перший поїзд зі станції Микитівка пішов на станцію Сіверськ
Північно-Донецька залізниця зіграла позитивну роль в подальшому розвитку Донецького краю. Були освоєні нові вугільні родовища. Підвищився вуглевидобуток, інтенсивніше стали працювати соляні шахти.
Акціонери залізниці побудували до соляних шахт під'їзні колії, а станція Сіль стала основним перевалочним пунктом. У 1913 році шахти Бахмутського району добували щодоби 1310 тонн кам'яної солі і майже одну четверту частину виробленої в Російській імперії.
Можливість працювати на залізниці заманила сюди безлічь мешканців сусідніх сел. Так поряд вирісло залізничне селище, яке, згодом, отримало однойменну назву — Сіль.
Поряд зі станцією у 1935 році було побудовано вагонне депо Сіль.
Первинна будова вокзалу станції проіснувала близько тридцяти років і була зруйнована під час визволення станції Сіль від нацистських загарбників у 1943 році. Наступні десять років вокзал розташовувався у старому вагоні.
У 1953 році зведено нову будівлю станції. У травні 2011 року будівлю було відремонтовано.
Станція переважно обслуговує вантажні поїзди.

## Пасажирське сполучення
На станції зупиняються приміські та пасажирські поїзди. До Соледара можна дістатися пішки або маршрутним таксі, яке узгоджене з графіком руху приміських електропоїздів.
Пасажирські перевезення з 2014 року, у зв'язку з бойовими діями на Донбасі, були обмежені одним пасажирським поїздом до Харкова та приміськими електропоїздами. Існувала можливість дістатися прямим сполученням зі станції Сіль до Києва, Харкова, Львова, Полтави, Ковеля.

## Галерея

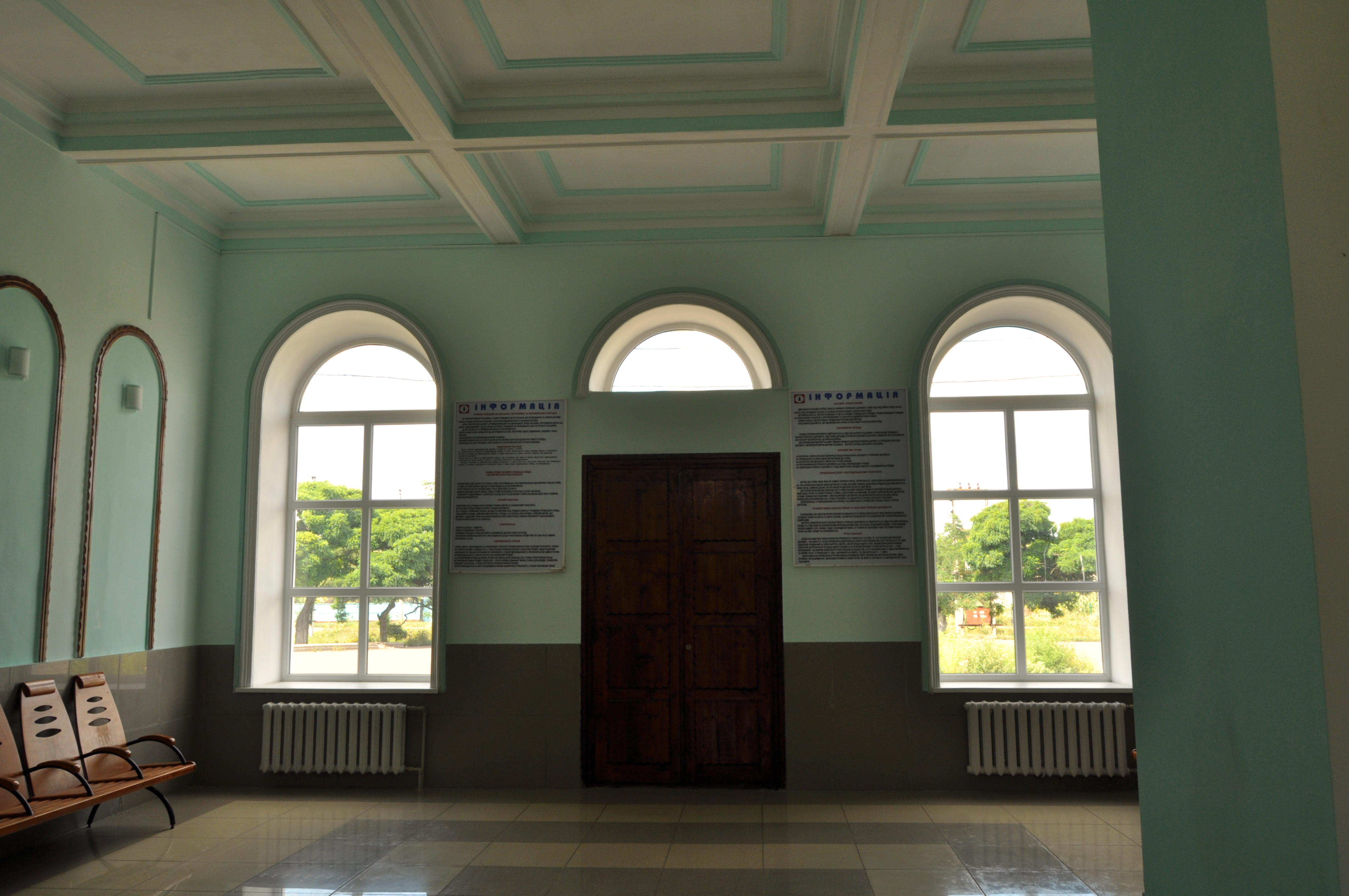
Сучасний інтер'єр станції
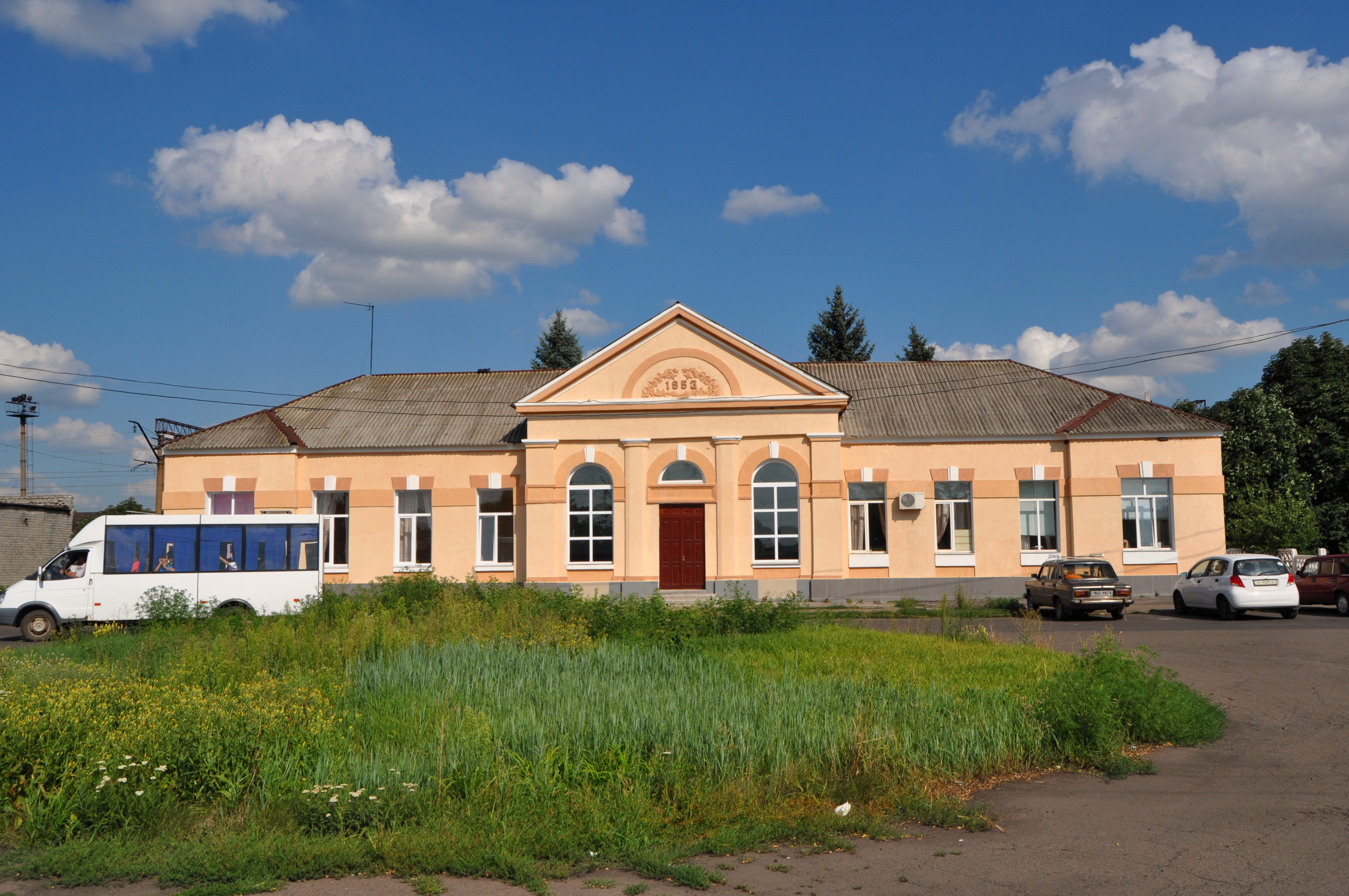
Задній фасад станції, побудований 1953 року
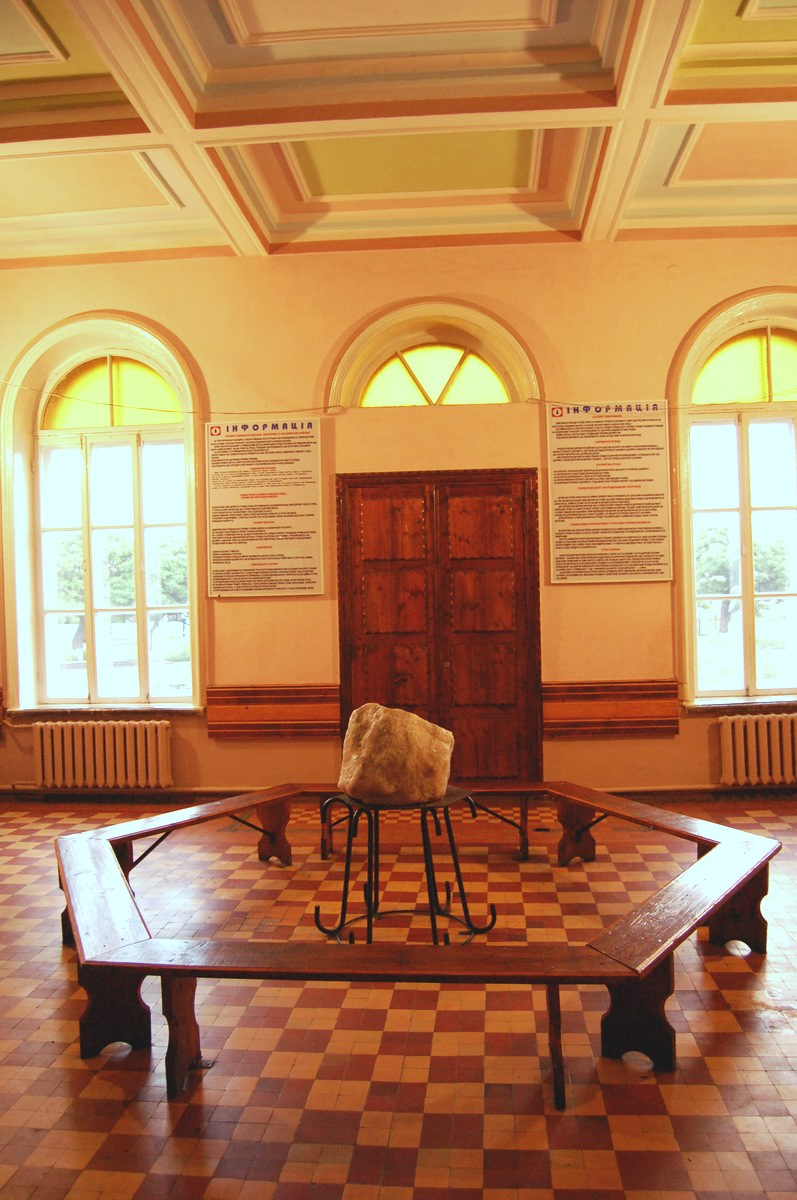
Інтер'єр станції Сіль до травня 2011 року
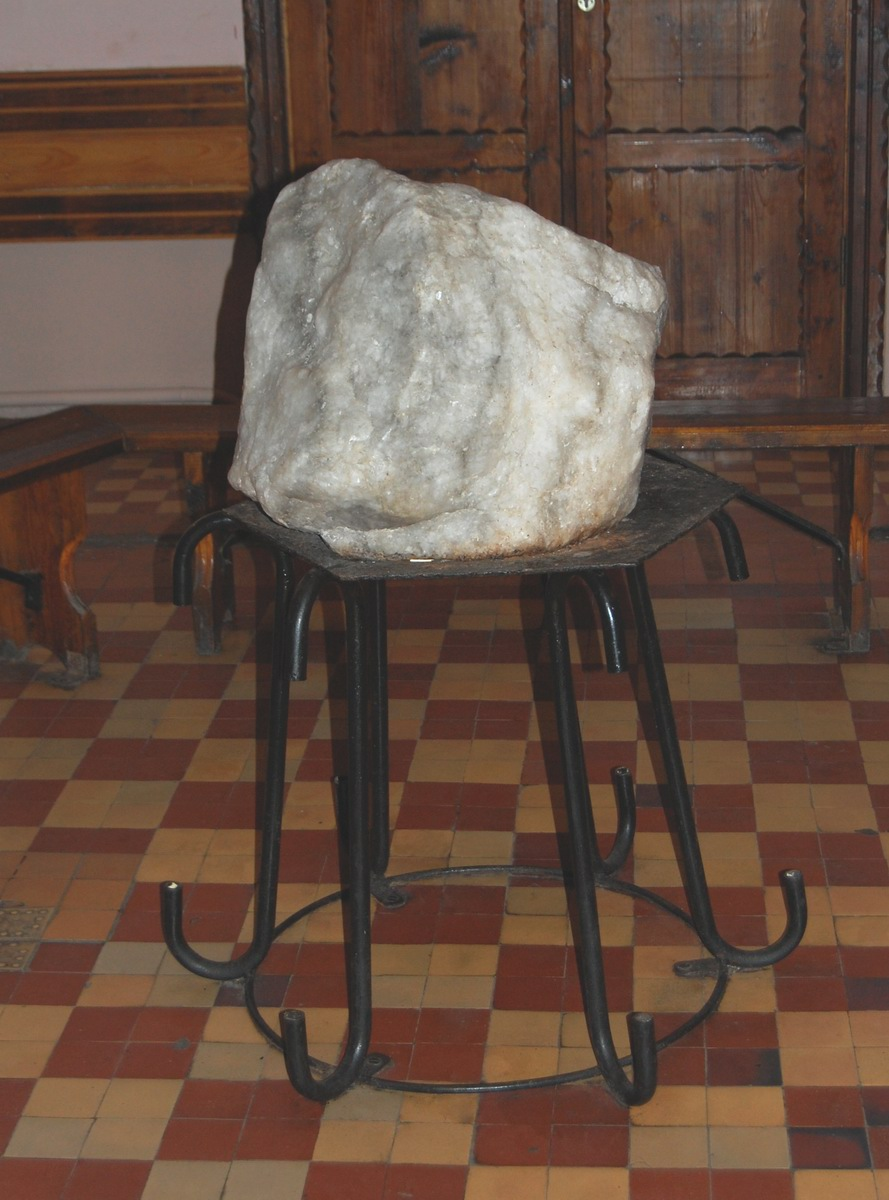
Соляний камінь, що містився в приміщенні станційної будівлі до травня 2011 року
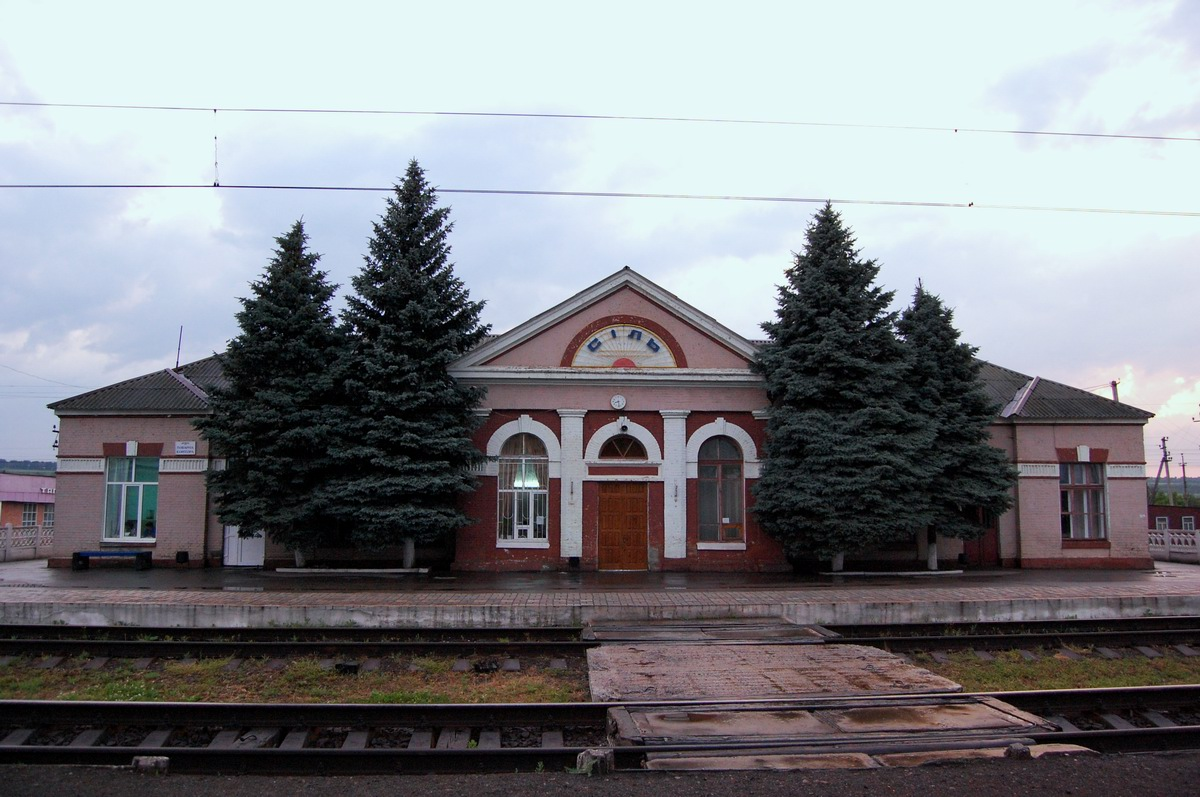
Вигляд станції до травня 2011 року
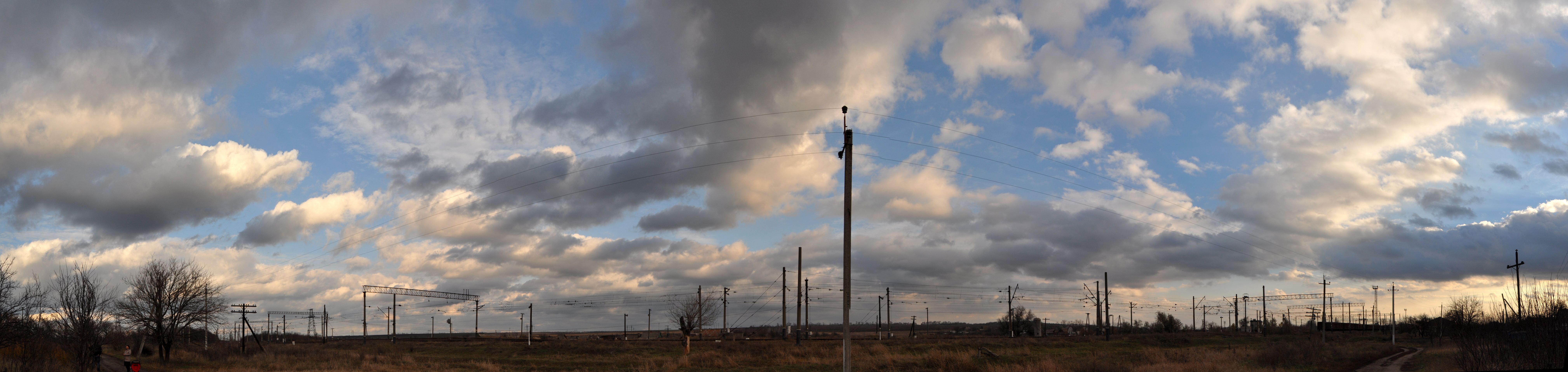
Маневрені колії перед станцією